# Кочисова, Роза Пшиевна
Роза Пшиевна Кочисова (осет. Кочысаты Розӕ; 12 мая 1888, Ольгинское, Терская область — 1910) — осетинский драматург.
Родилась 12 мая 1888 года в селе Ольгинское. Окончила двухклассную церковно-приходскую школу в родном селе, затем три года училась во Владикавказе в Осетинском женском приюте. В 1901 году переехала в Ташкент, где служил брат (офицер), и поступила там в третий класс женской гимназии. В 1904 году вернулась во Владикавказ. Работала учителем в сёлах Алагир и Ардон.
Умерла в 1910 году.

## Творчество
Перу Розы Кочисовой принадлежат всего три пьесы. Наиболее популярная её пьеса — комедия в двух актах «Лгун, или Наш пристав сошёл с ума» (осет. Гӕды лӕг, кӕнӕ нӕ пъырыстыф сӕрра). Эта пьеса была написана в 1905 году по мотивам осетинской народной сказки «Старик и старуха» (осет. Зӕронд ус ӕмӕ лӕджы аргъау), впервые напечатана в 1907 году в журнале «Зонд».